# Logor Kerestinec
Logor Kerestinec bio je koncentracijski logor koji je uspostavljen 31. ožujka 1941. godine, još za vrijeme Banovine Hrvatske. Nakon uspostave Nezavisne Države Hrvatske u travnju 1941., logor su preuzeli i nastavili koristiti ustaše. U logoru su bili zatočeni brojni politički neistomišljenici, osobito ljevičarski orijentirani intelektualci.
Logor se nalazio u dvorcu bivšeg bana Kraljevine Hrvatske i Slavonije, Antuna Mihalovića u blizini sela Kerestinec.
Tu je ubijeno preko stotinu istaknutih intelektualaca Komunističke partije Jugoslavije i Hrvatske, među ostalima Ognjen Prica, Otokar Keršovani, Božidar Adžija.
Sredinom srpnja 1941. zarobljenici su organizirali bijeg iz logora Kerestinec, ali su gotovo svi uhvaćeni i ubijeni.

## Osnutak logora
Prvi komunisti - zatvorenici koje je uhitila banovinska policija stigli su u Kerestinec krajem ožujka 1941. godine. Uoči Travanjskog rata i dolaska okupatora i ustaša, tadašnji jugoslavenski visoki čelnici Vlatko Maček i Ivan Šubašić nisu našli za shodno ukinuti logor i pustiti zatočenike. Umjesto toga, svi zatočenici su samo predani ustašama.
Sljedeća skupina uhićenih komunista stigla je u logor 10. travnja, dolaskom ustaša na vlast. Od druge polovice travnja u logor su pristizale skupine "nezdravih osoba", osobito Srba i Židova. Početkom svibnja u logoru je bilo oko 300 zatočenika, koji su potom preseljeni u druge ustaške logore.
Sve do njemačkog napada na Sovjetski Savez u lipnju 1941. režim u logoru bio je manje strog nego kasnije. Mnogi rođaci interniranih komunista imali su stalne dozvole za posjete. Nakon napada režim u logoru je znatno pooštren. Smijenjena je stara straža i dovedena stroža straža.

## Odmazda 9. srpnja
Početkom srpnja 1941. skupina zagrebačkih komunista ubila je na ulici ustaškog agenta Ljudevita Tiljka. Nakon toga, za odmazdu, 8. srpnja iz logora su odvedeni taoci dr. Božidar Adžija, Ognjen Prica, Otokar Keršovani, dr. Ivo Kuhn, Zvonimir Richtmann, Ivan Korsky, Viktor Rosenzweig, Sigismund Kraus, Simo Crnogorac i Ivan Krndelj. (Krndelj je kasnije vraćen, a umjesto njega uzet je Alfred Bergman, jer se ustaškim vlastima vjerojatno nije sviđao brojčani omjer Hrvata, Srba i Židova među deset talaca, pa su ga uredili u korist Hrvata, a na štetu Židova). 9. srpnja taoci su strijeljani u Maksimiru. Dana 10. srpnja u priopćenju Ministarstva unutarnjih poslova najavljeno je izvršenje ovrhe.
9. srpnja, nakon odvođenja deset talaca, u logoru je bilo još 111 logoraša.

## Bijeg zatočenika iz logora 13./14. srpnja
Nakon likvidacije prve grupe talaca, ostali logoraši su shvatili da će i oni prije ili kasnije biti likvidirani. Ubrzo su zatočenici ilegalnim kanalima postigli dogovor sa svojim partijskim vrhom u Zagrebu da organiziraju bijeg iz logora. Logoraši su planirali razoružati logorskog čuvara, što im je i bio zadatak. Morali su to učiniti golim rukama, jer nisu imali oružja. Partijsko vodstvo trebalo je organizirati punkt izvan logora gdje su odbjegli logoraši trebali dočekati svoje suborce, koji su ih potom trebali odvesti na sigurno.
Akcija je pokrenuta u noći s 13. na 14. srpnja kada su logoraši grupno napali stražare, razoružali ih i pobjegli iz logora. Proboj su predvodili Divko Budak i Andrija Žaja. U bijegu je sudjelovalo preko 80 logoraša. Zagrebačke komunističke grupe nisu dočekale izbjeglice na dogovorenom mjestu, jer njihov prihvat nije dobro organizirao Mjesni komitet KPH. Bjegunci su predugo čekali u obližnjoj šumi Obrež, pa je većina njih pala kao žrtve masovne ustaško-vojne potjere. U sukobima s potjerama ubijen je 31 bjegunac, a 44 su zarobljena. Dan kasnije izvedeni su pred pokretni sud, osuđeni na smrt i strijeljani na Dotršćini. Ustaškoj potjeri izbjeglo je samo 14 bjegunaca koji su zatim otišli u partizane.
Od svih logoraša s Kerestinca samo ih je sedam preživjelo rat. Većina ih je poginula pri bijegu ili su tada uhvaćeni i kasnije strijeljani. Neki koji su se spasili, kasnije su poginuli kao borci Narodnooslobodilačke vojske Jugoslavije tijekom rata.
Dvorac Kerestinec, nakon bijega logoraša i pogubljenja zarobljenika, više nije korišten kao logor.

## Tumačenja o neuspjelom bijegu
Za neuspjeh akcije smatra se odgovornim Josip Kopinič, tadašnji Titov suradnik i sovjetski agent u Zagrebu. Uvjeravao je Gradski komitet KPH u Zagrebu da ima mandat Kominterne da potiče akcije i samostalno vodi. Nakon odlaska Josipa Broza Tita iz Zagreba u Beograd, počeo je djelovati sve samostalnije i nastojao se očitovati pred Kominternom. Postoji i mišljenje da je Tito namjerno sabotirao njihov bijeg jer su među uhićenim komunistima bili i neki (poput Ivana Korskog ) koje je tijekom Velike čistke isključio iz KPJ.
Prema riječima Vlade Dapčevića, " to nije bio neuspjeli bijeg, to je bio čisti zločin. I to zločin komunista.”

## Reference
1. 1 2 3 4 5  Portal Zagreb se bori  Arhivirana inačica izvorne stranice od 28. siječnja 2012. (Wayback Machine), Pristupljeno 9. 4. 2013.
2. 1 2  Slavko Ćuruvija: Ja, Vlado Dapčević (PDF). Inačica izvorne stranice (PDF) arhivirana 24. srpnja 2015. Pristupljeno 10. kolovoza 2014.
3. 1 2 3 4  Jelić, 94-98. i 122-128. str.
4. 1 2 3 4  Goldštajn, 115-116. str.
5. ↑  Žan-Žak Mari i Pavluško Imširović – Predgovor srpskohrvatskom izdanju knjige „Trockizam i trockisti“. Polinom, Beograd 2011.

## Vanjske poveznice
- Sabh.hr: Komemoracija u Kerestincu, 14.07.2011.